# Puquio (distrito)
Puquio é um distrito do Peru, departamento de Ayacucho, localizada na província de Lucanas.

## Transporte
O distrito de Puquio é servido pela seguinte rodovia:
- PE-32, que liga o distrito de Chaparra (Região de Arequipa) à cidade
- PE-30A, que liga o distrito de Nazca (Região de Ica) à cidade de Abancay (Região de Apurímac)
- AY-109, que liga a cidade de Canaria ao distrito
- PE-32A, que liga o distrito de Chiara à cidade[1][2][3]